# Stade Louis II

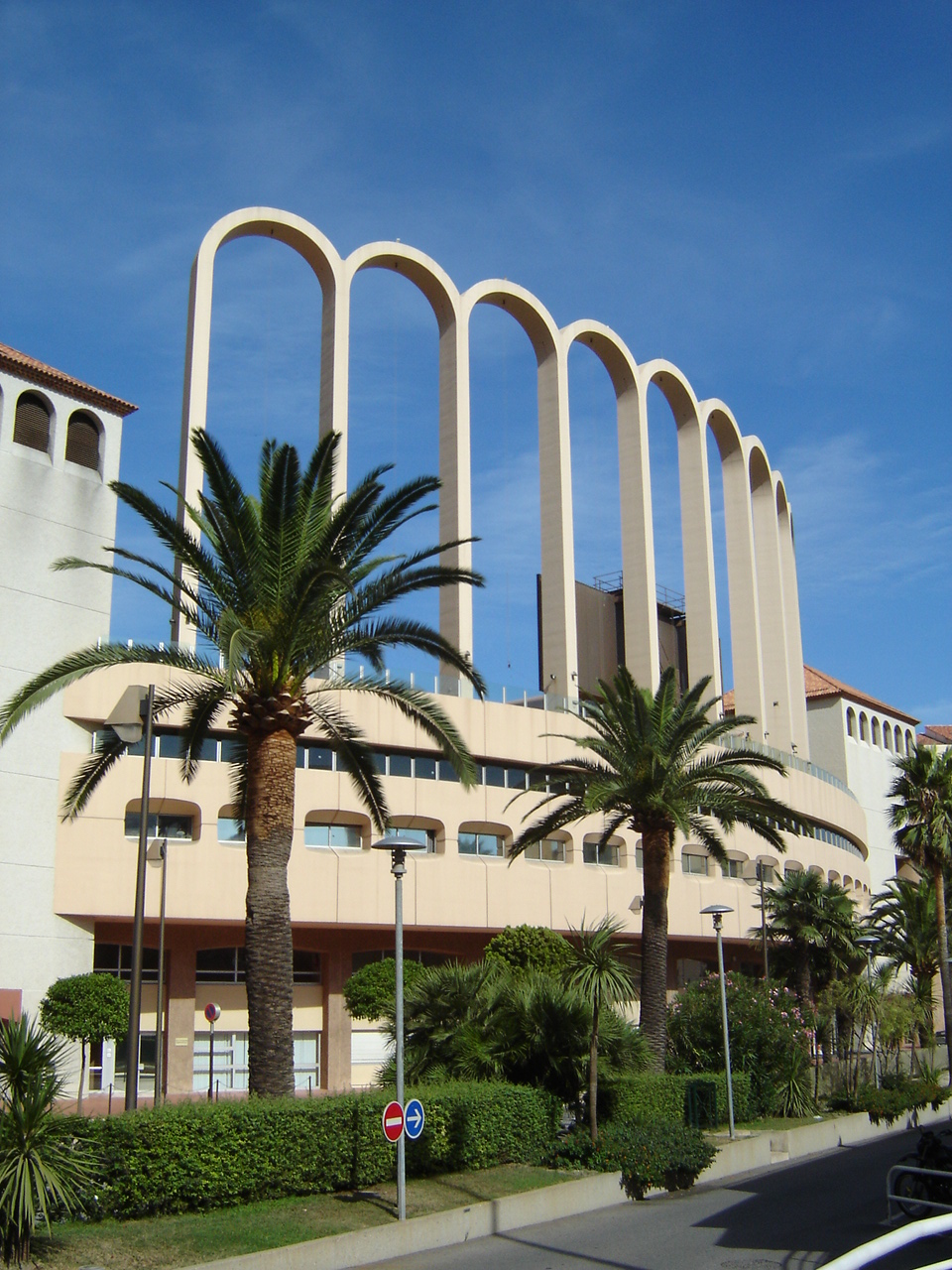
Cele nouă arcade la Stade Louis II

Stade Louis II este un stadion din Monaco, care a găzduit din 1998 până în 2012, Supercupa Europei. Este, de asemenea, stadionul folosit de AS Monaco și echipa națională de fotbal a statului Monaco.